# Carlos Lambert
Carlos Santiago Lambert o Charles Saint Lambert (Estrasburgo, 1793 - Swansea, 1876) fue un ingeniero de minas y empresario franco-chileno. Exploró minerales en el norte de Chile e introdujo el horno de reverbero que revolucionó la minería del cobre en Chile al aprovechar los antiguas escorias de cobre desechados desde la colonia por su baja ley. La producción de este mineral se sextuplicó en treinta años. También fue quien descubrió y contrató al sabio polaco Ignacio Domeyko a petición del Liceo de La Serena, y que posteriormente fue un aporte científico para el naciente estado chileno.

## Biografía
Nació en Estrasburgo, región de Alsacia, Francia, en 1793. Estudió minería, metalurgia y geología en la Escuela Politécnica de París. Trabajó en el Estado Mayor del ejército de Napoleón Bonaparte como ingeniero. Tras la caída del imperio trabajó en minas de Francia hasta 1817, cuando viaja a Chile, donde se estableció en el puerto de Coquimbo, lugar natural de salida de la producción minera de la región. Trabajó como agente de una compañía inglesa interesada en la explotación del cobre de la zona. Una vez terminado su peritaje volvió a Europa en 1820, pero regresó cinco años después contratado por la Compañía Chilean Mining Asociation a hacerse cargo de la mina Brillador.

## Aportes
Puesto que la mina Brillador estaba bajando muy rápidamente su ley, introdujo en Chile una nueva tecnología: el horno de reverbero, que permitía aprovechar minerales que eran despreciados por su poco contenido metálico. Instaló la fundición de Guamalata y de "La Compañía" en La Serena, en esta última comenzó a funcionar la primera fábrica de ácido sulfúrico y la primera máquina laminadora de cobre, con ella se fabricó el forro de láminas de cobre de la corbeta "Constitución", la primera nave de la armada construida íntegramente en Chile. Se considera también a la fundición de "La Compañía" como la primera empresa de la Revolución Industrial en Chile.
La gran visión de Lambert para generar negocios lo transformó hacia mediados del siglo XIX en uno de los mayores millonarios del continente.

## Hijos y su relación con la familia Bath
En 1840 conoce en Swansea, centro mundial del comercio y fundición de cobre en el siglo XIX, al empresario minero Henry Bath. Desde ese momento surgiría una alianza estratégica y económica entre ambas familias la cual se materializaría con la unión en matrimonio de sus hijos, Henry James Bath con Margaret Lambert en 1846; Charles Joseph Lambert y Susan Bath en 1847; Edward Bath con Eugenie Lambert en 1848.

## Salida de Chile
En el segundo cuarto del siglo XIX Carlos Lambert se convirtió en un personaje de renombre en la provincia de Coquimbo, al haber sido nacionalizado chileno, incluso llegó a ocupar algunos cargos públicos en La Serena, como el de Intendente provincial, accidental y alcalde de Policía. No obstante en 1851 cayó en serios conflictos con los líderes de la revolución serenense (Sitio de La Serena) de ese mismo año al negarse a cooperar con el préstamo de su vapor llamado "Firefly", lo que gatilló la intervención de la armada inglesa en la zona y posteriormente en una dura indemnización por parte de la ciudad de La Serena. Este hecho deterioró las relaciones que había logrado con las autoridades y alta burguesía de dicha ciudad, dando fin a su vida pública en la zona. Ese mismo año Charles Lambert partió a Swansea (Gales), dejando a su hijo (Carlos J. Lambert) a cargo de sus negocios en la provincia de Coquimbo. El alsaciano nunca más volvería a tierras coquimbanas, falleciendo en Gales (Gran Bretaña) en 1876.